# Mario Moretti (drammaturgo)
Mario Moretti (Genova, 14 aprile 1929 – Roma, 6 ottobre 2012) è stato un drammaturgo, attore e regista teatrale italiano.
È stato per 25 anni presidente della SIAD (Società Italiana Autori Drammatici) e direttore della rivista "Ridotto", mensile di cultura e di vita teatrale
.

## Biografia
Dopo gli studi in Lingue e Letterature straniere a Roma con Giovanni Macchia, si diplomò alla Sorbona di Parigi per poi insegnare francese in diversi istituti romani e italiano presso l'Università di Stoccolma.
Scoperto il Teatro dell'assurdo di Samuel Beckett e Arthur Adamov, nel 1961 portò in scena l’atto unico Il sesso di poi (Teatro Pirandello), grazie anche al supporto dell’amico P.P. Pasolini. Interessato a tematiche di carattere civile, sociale e politico, da allora scrisse e diresse numerosi spettacoli, fra cui A morte Roma (1976), Raccontare Nannarella (1985) e Angelo Nero (1998).
Fu l'animatore di alcune fra le più feconde realtà teatrali e culturali italiane: Moretti fondò a Roma, il "Teatro Tordinona" (già T. Pirandello), "Il CaffèTeatro" di Piazza Navona, il Teatro in Trastevere e nel 1982 con Lorenzo Salveti l’Accademia del Teatro dell’Orologio, dove ha ricoperto i ruoli di direttore artistico e docente di drammaturgia. Curò il Festival del Teatro Italiano a New York e il Festival du Théâtre Italien d’aujourd’hui a Parigi per diverse edizioni. Consigliere dell'Istituto del Dramma Italiano (IDI) e della SIAE.
Ha al suo attivo un centinaio di testi rappresentati in Italia e all'estero, tra i quali: Processo di Giordano Bruno (anche film con Gian Maria Volonté), La rivoluzione di Fra Tommaso Campanella, Cuore di cane (film con Max von Sydow), Raccontare Nannarella, Zelda.
La regista Paola Settimini ha realizzato nel 2023 un documentario sulla figura di Mario Moretti, dal titolo "La rivoluzione di Mario" (produzione Cut-up Publishing).!

## Teatro
- 1961: Il pittore cèco (Premio Riccione "Opera Prima" - "I Rabdomanti")

- Il sesso di poi, regia di Paolo Paoloni
- 1962: Le Metamorfosi, da Kafka, regia di Paolo Paoloni

- Il Triangolo Idioscele, regia di Paolo Paoloni
- Francine, anche regista
- 1963: Francine, ripresa con la regia di Virgilio Zernitz (Premio Ca' Foscari, Venezia)

- I Naufragati, regia di Paolo Paoloni
- 1964: La Svezia non esiste, regia di Paolo Paoloni
- 1965: Gli Atomìnidi (con Luigi Candoni), regia di Renato Lupi

- Il fazzoletto, La Frase, II Pianoforte, anche regista
- 1966: Le sirene del Baltico (Capo' nel paese di Polifono), regia di Massimo Scaglione
- 1967: L'uomo del gas, regia di Paolo Paoloni

- Stivali sulla Grecia (con Franco Cuomo), anche regista
- 1968: Il Fazzoletto, L'amante del Minotauro, Il pittore di Monaco (cabaret), regia di Vilda Ciurlo e dell'autore
- 1969:Teologia della Rivoluzione (con Giuseppe Vaccari), regia di Vilda Ciurlo
- 1970: Processo di Giordano Bruno, regia di José Quaglio
- 1971: Il mantello rosso del diavolo, regia di Ruggero Jacobbi

-Tre scimmie nel bicchiere, regia di Nino Mangano
- 1972: La Rivoluzione di Fra' Tommaso Campanella, regia di José Quaglio

- Cuore di cane (con Viveka Melander), da Bulgakov, regia di Nino Mangano
- 1973: La Papessa Giovanna, regia di José Quaglio

- La Contessa e il cavolfiore (con Lucia Poli), da Gombrowitz, regia di Donato Sannini
- Il Testamento di Allende (con Dacia Maraini)
- Cagliostro, regia di Bruno Cirino
- 1975: Conversazione in Sicilia, da Elio Vittorini, regia di Nino Mangano
- 1976: L'Isola nella tempesta, con Tito Schipa Jr.. interpretato e diretto da Tito Schipa

- Don Giovanni e Faust, regia di Bogdan Jerković
- A morte Roma, con Renato Mainardi, regia di Augusto Zucchi
- 1977: Strindberg contro, regia di Lorenzo Salveti

- Socrate alla guerra, regia di Domenico Pantano
- 1979:  Marco Polo & Company (musical), regia di Franco Meroni
- 1980: Serata Erotica (da Ionesco, Tardieu, Arrabal, Jarry, Vitrac) e Sindrome Italiana (da Stefano Benni), regia di Lorenzo Salveti

- Vipere e marsine (musical), regia dell'autore
- 1981: Zelda, regia di Silverio Blasi
- 1982: Opinioni di un clown, da Heinrich Böll, regia di Flavio Bucci

- Terroristi, regia di Augusto Zucchi
- 1983: Diario di un pazzo, da Gogol

- Dracula, esercizi sul terrore, musiche e regia di Stefano Marcucci
- 1984: Lancillotto e Ginevra, regia di Alessandro Berdini (regista)
- 1985: Diario di una gatta (musical), regia di Giancarlo Sammartano

- Arriva l'ispettore (musical), musiche e regia di Stefano Marcucci
- Lorenzaccio, regia di Flavio Bucci
- Il mio regno per un cavallo, da Shakespeare, regia di Flavio Bucci
- 1986: Raccontare Nannarella, regia di Aldo Trionfo  e Franco Però

- Lo strano mondo di Alex, dal Lamento di Portnoy di Philip Roth, regia di Flavio Bucci
- 1987: Viktor e Viktoria, regia di Tullio Pecora
- 1988: Isola di nessuno, regia di Augusto Zucchi
- 1989: Esercizi di stile, adattamento da Queneau, regia di Jacques Seiler
- 1990: Maledetta Carmen, regia di Lorenzo Salveti

-Tamara, la femme d'or, regia di Don Lurio
- 1991: Non trovarsi con Pirandello, regia di Patrick Rossi Gastaldi

- Dei Delitti esemplari, regia di Ennio Coltorti
- La moglie del Presidente, regia di Gigi Angelillo
- 1992: Delitti da caffè, regia dell'autore
- 1994: Lautrec au bordel, regia di Riccardo Cavallo
- 1995: Belushi, regia dell'autore
- 1996: La putain au grand coeur, regia di Riccardo Reim

- Il Processo dei Fratelli Bandiera
- Amerika, da Kafka (musical), regia di Claudio Boccaccini
- 1997: Bleu Vampire
- 1998: Anna verrà (sulla vita di Anna Magnani), regia dell'autore

- Mario e il Mago, da Thomas Mann, scene e regia dell'Autore
- 1999: Traditi e Traviati, regia dell'autore

- Lunendoli, ovvero Bergonzoni senza Bergonzoni, regia dell'autore
- Il demone meschino, da Fëdor Sologub, regia di Augusto Zucchi
- Storia di Oenne e Disegnone, di Diego Gullo, regia dell'autore
- 2000-2001: Da Piedigrotta a Mahagonny, assemblaggio di testi di Raffaele Viviani e di Bertolt Brecht, scene e regia dell'autore
- 2002: Il Mostardiere del Papa ovvero la Papessa Giovanna, da Alfred Jarry, cartoni di Lele Luzzati, mobilizzati al computer. Scene e regia dell'autore
- 2003:  Lo strano sogno dei Principe K., da Dostoevskij, regia di Claudio Boccaccini

- Ortensia se ne folte, versione-italianizzazione di testi di Feydeau e Courteline, regia dell'autore
- Angeli neri: Salomé e il suo profeta, regia dell'autore
- Angelo nero, regia di Walter Maestosi
- 2004: Gli occhiali dei Professor Caffè, regia di William Zola

- D'Annunzio segreto, da Notturno e dal Libro Segreto e da varie poesie, concerto/melologo diretto da Enrico Marocchini, regia dell'autore
- 2005: Diario erotico di Ofelia, regia dell'autore

- Love's Kamikaze, regia di Claudio Boccaccini

## Pubblicazioni
- Il triangolo isoscele: un atto, Roma, Ora Zero, 1962
- Un teatro per la pace: Edipo a Hiroshima di Luigi Candoni; Dorst e il teatro tedesco d'oggi, Roma, Edizioni Ora Zero, 1963
- Processo di Giordano Bruno, Roma, Carte segrete, 1971?
- La papessa Giovanna, presentazione di Ruggero Jacobbi, Roma, Carrara editrice, 1972
- La rivoluzione di Fra Tommaso Campanella; prefazione di Miguel Ángel Asturias, Roma, Veutro, 1972
- Il matrimonio di Figaro di P.A. Caron de Beaumarchais; adattamento e traduzione di Mario Moretti, Verona, Anteditore, 1973
- Cagliostro : processo e morte di un massone, Verona, Anteditore, 1974
- Cuore di cane - libera trasposizione teatrale da Michail Afanas'evič Bulgakov; Viveca Melander e Mario Moretti, Verona, Anteditore, 1974
- Conversazione in Sicilia: dal romanzo di Elio Vittorini, Verona, Anteditore, 1975?
- L'isola nella tempesta; Tito Schipa Jr.; Teatro in Trastevere, Verona, Anteditore, 1976
- Dracula: esercizio sul terrore, Roma, Cooperativa Teatro IT - Azzurro, 1983
- Due libri sulla scuola nell'Italia liberale, Firenze, Sansoni, 1983
- con Daniela Rotunno,  Raccontare Nannarella: profilo di Anna Magnani in 2 tempi e 14 giorni, Roma, Serarcangeli, 1986
- Viktor e Viktoria / Una donna in Vaticano / Isola di nessuno, stampa a cura della S.I.A.D., Roma, Serarcangeli, 1988
- Tamara, la femme d'or: due tempi, Roma, E&A, 1989?
- Colombo a teatro; prefazione di Ghigo De Chiara, Roma, Lucarini, 1991
- con Emilia Costantini,  La scena delle donne: presenza e partecipazione della donna al rito scenico occidentale, dalle origini ai giorni nostri, Roma, Editori & Associati, 1991? (altra edizione, prefazione di Dacia Maraini, 2012?)
- Inventari di Philippe Minyana; testo italiano di Mario Moretti, Palermo, Theatrum mundi, 1992?
- La stanza rossa di August Strindberg; introduzione di Mario Moretti, Roma, Tascabili economici Newton, 1993
- Inferno di August Strindberg; introduzione di Mario Moretti ; traduzione di Carlo Picchio, Roma, TEN, 1994
- La rivoluzione di fra Tommaso Campanella  / di Mario Moretti ; Scene e regia: Mario Moretti, S.l., s. n., 1998 (Ardore M. : Arti Grafiche GS)
- 1981-2000: l'orologio 20 anni dopo, S.l., Edizioni It, 2000
- La parola in azione : manuale di scrittura teatrale, Roma, Ei Editori, 2001 ISBN 88-88060-13-8 (Con un'appendice tratta dalle opere teatrali e dagli scritti teorici di Luigi Pirandello.)
- Il mostardiere del Papa, ovvero la Papessa / di Alfred Jarry; libera versione di Mario Moretti ; copertina e illustrazioni di Emanuele Luzzati, Roma , Ei editori, 2002
- Anatomia del riso: la meccanica della comicità nello spettacolo dal vivo, nel cinema, nella letteratura, nelle arti plastiche e grafiche, Bulzoni, 2003
- Poesie in seconda persona, Roma, Studio 12, 2008 ISBN 978-88-96109-03-8
- Ivanhoe di Walter Scott, introduzione di Mario Moretti ; traduzione di Ugo Dèttore, Roma , Newton Compton, 2008
- Teatro da: l'adattamento teatrale e la sua pratica: testi di teatro derivato da narratori e da drammaturghi, Trogen (CH), BE@A, 2012
- Processo di Giordano Bruno; premessa di Michele Ciliberto, Pisa, Edizioni della Normale, 2013

## Video
- Tamara, la femme d'or: vita e amori di Tamara de Lempicka, testo e regia di Mario Moretti ; regia video Rodolfo Martinelli; musiche di Marco Lo Russo, Bologna?, DNA, 2011